# Hypsipetes olivaceus
Bulbul-das-maurícias ou bulbul-da-maurícia (Hypsipetes olivaceus) é uma espécie de pássaro endêmico da ilha Maurício. Antigamente, era incluído no H. borbonicus como a subespécie olivaceus.
Esta espécie de ave cantora pertence à família Pycnonotidae. É a espécie tipo do gênero obsoleto Ixocincla, que uniu várias aves do tipo mais ou menos estreitamente relacionadas de toda a região do Oceano Índico.